# Rivière Bârsa (Olt)
Pour les articles homonymes, voir Rivière Bârsa (homonymie).
La Bârsa est une rivière située en Roumanie. Il s'agit d'un affluent de la rivière Olt, dans laquelle elle se jette près de Feldioara. Elle prend sa source dans les monts Făgăraș.